# Euchlaena tigrinaria
Euchlaena tigrinaria là một loài bướm đêm thuộc họ Geometridae. Nó được tìm thấy ở New Brunswick to Virginia, phía tây đến Texas, Utah và Oregon, phía bắc đến British Columbia.
Sải cánh dài 33–41 mm. Con trưởng thành bay từ tháng 4 đến tháng 8 ở phía nam và từ tháng 5 hoặc tháng 6 đến tháng 7 in the north. Có một lứa một năm.
Ấu trùng ăn các loài Populus tremuloides, Betula papyrifera, Shepherdia canadensis, Cornus sericea, Corylus cornuta, Quercus, Holodiscus discolor, Pinus contorta, Amelanchier alnifolia và Salix.